# Hapalomantis katangica
Hapalomantis katangica är en bönsyrseart som beskrevs av Max Beier 1935. Hapalomantis katangica ingår i släktet Hapalomantis och familjen Iridopterygidae. Inga underarter finns listade i Catalogue of Life.